# Courtney Pigram
Courtney Ray Leonard Pigram (* 14. November 1985 in Memphis, Tennessee) ist ein US-amerikanischer Basketballspieler. Nach dem Studium in seinem Heimatland spielte Pigram als Profi zunächst in Spanien und der Volksrepublik China, bevor er in der NBA Development League in seiner Heimat aktiv war. Anschließend spielte Pigram auch in der deutschen Basketball-Bundesliga für die New Yorker Phantoms und die s.Oliver Baskets jeweils nur auf befristeter Basis. Anfang 2014 bekam Pigram einen Vertrag in der höchsten griechischen Spielklasse A1 Ethniki bei Ilisiakos Athen.

## Karriere
Pigram bekam einen Studienplatz an der East Tennessee State University im Osten seines Heimatstaats, wo er von 2005 an für die Hochschulmannschaft Buccaneers in der Atlantic Sun Conference der NCAA spielte. Die Buccaneers, die neu in dieser Conference waren, erreichten 2007 die beste Saisonbilanz aller Mannschaften der Atlantic Sun und Pigram wurde bereits als Sophomore als „Player of the Year“ seiner Conference ausgezeichnet. Im Meisterschaftsturnier verlor man das Finalspiel jedoch deutlich gegen den Titelverteidiger Belmont Bruins. Zwei Jahre später verhinderte man im Halbfinale des Meisterschaftsturniers den vierten Erfolg in Serie der Bruins, in deren Reihen mit Alex Renfroe der „Atlantic Sun Player of the Year 2009“ stand, und gewann im Finale selbst die Meisterschaft der Atlantic Sun. In ihrer Regionalgruppe an den letzten Platz der Setzliste gesetzt, verlor man anschließend das Erstrundenduell der landesweiten NCAA-Endrunde 2009 gegen die hoch favorisierten Panthers der University of Pittsburgh. Nach seinen vier NCAA-Collegespielzeiten war Pigram mit über 2.000 erzielten Punkten der drittbeste Scorer in der Geschichte der Buccaneers sowie der drittbeste Vorlagengeber und viertbeste „Balldieb“.
Nach dem Studienende begann Pigram 2009 eine Karriere als Profi und spielte in der dritten spanischen Liga LEB Plata für den Verein River aus Andorra. Mit dem Aufsteiger erreichte er eine positive Saisonbilanz und die Play-offs um den Aufstieg in die zweithöchste Spielklasse, in denen man jedoch in der ersten Runde ausschied. Zu Beginn des Jahres 2011 spielte Pigram in der zweithöchsten chinesischen Spielklasse „National Basketball League of China“ für Zhaozhou Feng Shen aus der Provinz Heilongjiang im Nordosten des Landes. Nach Saisonende kehrte Pigram zunächst einmal in sein Heimatland zurück, wo er in der fünften Runde der Draft der NBA Development League (D-League) von den Idaho Stampede ausgewählt wurde. Für die Stampede absolvierte er jedoch kein Spiel, sondern wurde von den Maine Red Claws verpflichtet, bei denen er vor dem Ende des NBA „Lockouts“ als energetischer Scorer auf sich aufmerksam machen konnte.
Nach der Saison in der D-League versuchte sich Pigram erneut als Profi in Europa, wo er diesmal im Dezember 2012 in der höchsten deutschen Spielklasse Basketball-Bundesliga einen Vertrag als Ersatz für einen verletzten Landsmann bei den s.Oliver Baskets aus Würzburg erhielt. Nach fünf Wochen änderten die Würzburger ihre Meinung jedoch Ende Januar erneut und beendeten den bis Saisonende verlängerten Vertrag vorzeitig. Anschließend bekam Pigram einen Vertrag beim abstiegsbedrohten Ligakonkurrenten New Yorker Phantoms aus Braunschweig, bei denen er ebenfalls einen verletzten Landsmann ersetzen sollte. Nach dem Klassenerhalt mit der Mannschaft und einem Trainerwechsel bekam er jedoch nach Saisonende keinen neuen Vertrag mehr und unterschrieb schließlich Anfang 2014 bei dem am Tabellenende stehenden griechischen Erstligisten Ilisiakos aus Athen einen Vertrag.